# Pararctia lapponica
Pararctia lapponica is een vlinder uit de familie van spinneruilen (Erebidae), onderfamilie  beervlinders (Arctiinae). 
De imago heeft een spanwijdte van 37 tot 45 millimeter.
De waardplanten voor deze soort zijn dwergberk, rijsbes en kruipbraam.
De soort komt voor in het uiterste noorden van Eurazië en Noord-Amerika.